# Фрідріх Карл Бідерманн
Фрідріх Карл Бідерманн (нім. Friedrich Karl Biedermann; 25 січня 1820 — (* 25 вересня 1812, Лейпциг; † 5 березня 1901 Лейпциг, Саксонія) — німецький політик, публіцист, професор філософії. Активний учасник ліберального руху під час процесу Об'єднання Німеччини.

## Ранні роки і освіта
Фрідріх Карл Бідерман народився в Лейпцигу 25 вересня 1812. Він жив з матір'ю, а щодо батька існують численні спекуляції. Попередню освіту він отримав у сільського пастора, а у віці дев'яти років вступив до школи в Дрездені, яка була в руках у масонів. Шкільні роки настільки травмували психіку хлопця, що, за його словами, він так і не позбувся повністю їх наслідків. Існує припущення, що його ненависть до тиранії і гнобителів сформувалася з цих ранніх вражень. З 1830 р. Бідерман навчався в  Лейпцизькому університеті, а з 1833 р. Гейдельбергу, де він виявив виразний потяг до наукової кар'єри. Він отримав докторський ступінь у травні 1835 р. і повернувся назад до Лейпцигу, де почав викладати філософію.

## Соціальні погляди
Протягом 1830 і 1840-х років, Бідерман, як і багато інших лібералів, бачив, що розрив між робітничим і вищими класами швидко збільшувався через індустріалізацію і швидку урбанізацію. Його рідна Саксонія була однією найбільше страждали від цього і була найбильш перенаселеним краєм Німеччини. Стандарти життя в міських районах були на низькому рівні. Традиційні гільдії, які раніше захищали промислових робітників, занепали, бо заводи потребували менш кваліфікованої робочої сили для виробництва дешевшого продукту. Карл Бідерман все більше переконуюся, що соціальний мир залежить від соціальної справедливості для робітничого класу. Він вважав, що більшу частину тягаря, покладеного на плечі робітничого класу можна було б зменшити, якщо би уряд використовував належне управління і політику соціального забезпечення. Він опублікував багато статей із соціальних питань і прочитав кілька лекцій в Лейпцигу та Дрездені між 1846 і 1847. Він вивчив безліч робіт соціалістичних мислителів і став прихильником соціальної рівності і лібералом, відстоюючи ідею зменшення ролі держави у сфері соціального забезпечення. У 1842 р. він заснував часопис «Німецький місячник з літератури і громадського життя» (Deutscge Monatsschrift für Literatur uns öffentliches Leben).

## Політична роль у справі об'єднання Німеччини
У 1842 р. Карл Бідерманн заснував часопис «Німецький місячник з літератури і громадського життя» (Deutscge Monatsschrift für Literatur uns öffentliches Leben), в якому вперше висловив думку про необхідність об'єднання Німеччини під верховенством Пруссії. Цю думку він розвивав в заснованому через два роки тижневику «Герольд» (Der Herold). Проте незважаючи на таку цілком патріотичну ідею, за свої публічні промови соціальної тематики він підпав під переслідування владою Саксонії і з 1845 р. йому були заборонені публічні виступи. Коли Бідерманн приєднався до  Франкфуртського парламенту в 1848 році, він вже мав репутацію великого ліберала. Він був добре відомий як політичний і соціальний коментатор, прихильник свободи слова, зокрема і через переслідування в 1845 році. Багато хто визнав його як лідера ліберальної партії Саксонії. Після  Лютневої революції в Парижі, він очолював делегацію до короля Саксонії,  Фрідріха Августа II, з метою переконати його відкрити для Бундестагу більш широке представництво Фрідріх не прислухався і у березні в Саксонії почалася своя революція. Після падіння режиму Бідерман припускав, що комітеті П'ятдесяти може виконати роль тимчасового уряду. Він стояв на позиції прусського монархізму та конституційного ладу, подібно до того, як це було в Англії.

## Післяреволюційні роки
У 1849-50 рр. Бідерман був членом Саксонського ландтагу. Через статтю про державну змову Наполеона він був взятий під слідство, позбавлений професури і засуджений до одномісячного ув'язнення. Час перебування у в'язниці він використав для поглиблення своїх історичних знань і в подальшому опублікував кілька історичних творів. У 1855 р. він переселився у Веймар, де редагував газету «Deutschen algemeinen Zeitung». Через десять років йому повернули професури. В роках 1869-76 він знову був членом Саксонського ландтагу, а у 1871-74 рр. він був депутатом Німецького рейхстагу, однак скоро відійшов від політичної діяльності і зосередився на історичних дослідженнях та літературній діяльності. Помер 5 березня у Лейпцигу.

## Твори
- Die deutsche Philosophie von Kant bis auf unsere Zeit, ihre wissenschaftliche Entwicklung und ihre Stellung zu den politischen und socialen Verhältnissen der Gegenwart. 2 Bände. Mayer & Wigand, Leipzig 1842 — «Німецька філософія від Канта до наших днів, її науковий розвиток та її місце у політичних і соціальних відносинах сучасності»
- Geschichte des ersten preußischen Reichstags. Biedermann, Leipzig 1847 — «Історія першого прусського рейхстагу»
- Das deutsche Parlament. Biedermann, Leipzig 1848 — «Німецький парламент»
- Erinnerungen aus der Paulskirche. Mayer, Leipzig 1849 — «Спогади церкви св. Павла»
- Deutschland im 18. Jahrhundert. 4 Bände. Weber, Leipzig 1867. — «Німеччина 18-го століття»
- Deutsche Volks- und Kulturgeschichte für Schule und Haus. 3 Bände. Bergmann, Wiesbaden 1885–1886 — «Німецька народна та культурна історія для школи і дому»
- Geschichte des deutschen Einheitsgedankens. Ein Abriss deutscher Verfassungsgeschichte von der Urzeit bis zur Errichtung des neuen deutschen Kaisertums. Bergmann, Wiesbaden 1894. — «Історія думки німецької єдності. Начерк історії німецького стану від давніх часів до створення нового німецького Райху»
- Leitfaden der deutschen Geschichte für den Schulgebrauch. Voigtländer, Leipzig 1895 — Провідна нитка німецької історії для шкільного вжитку.